# Zamia muricata
Zamia muricata är en kärlväxtart som beskrevs av Carl Ludwig von Willdenow. Zamia muricata ingår i släktet Zamia och familjen Zamiaceae. IUCN kategoriserar arten globalt som nära hotad. Inga underarter finns listade i Catalogue of Life.